# 木南日菜
木南 日菜（きなみ ひな、1995年11月17日 - ）は、日本のAV女優。マインズ所属。

## 経歴
東京都出身。2014年11月16日、MAXING専属として『新人 木南日菜 ～世界遺産級！本物のHカップ95cm爆乳アイドル18歳がAVデビュー！！』でAVデビュー
2015年6月よりアイデアポケット専属となった。
趣味は読書、料理、音楽鑑賞（HR/HM）、アニメ鑑賞。アニメへの造詣が深く、特に「デュラララ!!」と「PSYCHO-PASS サイコパス」を好む。

## 作品

### アダルトビデオ
2014年
- 新人 木南日菜 〜世界遺産級!本物のHカップ95cm爆乳アイドル18歳がAVデビュー!!〜（11月16日、MAXING）
- 酷烈顔射（12月16日、MAXING）

2015年
- 猥褻おっぱいカフェ（1月16日、MAXING）
- 美少女奴隷ペット（2月16日、MAXING）
- 風俗ちゃんねる 38（3月16日、MAXING）
- 肉食系エログラマラス（4月16日、MAXING）
- 木南日菜×素人お宅訪問（5月16日、MAXING）
- FIRST IDEAPOCKET（7月19日、アイデアポケット）
- はちきれんばかりの爆乳でウブな生徒をたぶらかす 美人女教師のわいせつ課外授業（8月19日、アイデアポケット）
- 木南日菜170分本指名 極上風俗4本番+ピンサロ（9月19日、アイデアポケット）
- 今すぐヤリたい! 天然物Hカップ95cm爆乳アイドル 木南日菜 5時間（10月16日、MAXING）※総集編
- 超絶ハイパーエロボディがハレンチに爆発する! 究極のフェチコスマニアックス（10月19日、アイデアポケット）
- ランジェヒーナ 裸体よりもイヤラシイ官能の下着性交（11月19日、アイデアポケット）
- 人間廃業×催眠&トランス（12月11日、アリスJAPAN）
- 激イキ初緊縛（12月19日、MAD）
- キマリすぎた身体（12月19日、乱丸）
- 衝撃!!国宝級の美乳を発掘!（12月25日、S級素人）他出演:倉木志乃、霧生ゆきな、芦名月

2016年
- マンズリ大好き巨乳淫語生徒会長（1月7日、グローリークエスト）
- ボンデージガール 誘惑痴女の中出しSEX（1月7日、Be Free）
- ママって呼んでいいのよ。（1月8日、光夜蝶）
- ハーレム巨乳美容院 中出しスペシャル（1月8日、BAZOOKA）共演:波多野結衣、初美沙希、浜崎真緒
- 熟性肉（1月8日、NON）
- ゴム有りセックスで無反応なヤリマン女子高生が初めての生ハメセックスで超敏感に! 学校から近いボクの部屋をいつも休憩所に使っているあの子は学校内で噂のヤリマン!?ちょっと怖くて本当にヤリマンかどうか確認も出来ないけど、あまりに無防備にパンチラをしてるから、我慢できずHを頼んでみたら、あっさりOK。ただしセックスにヤル気はなく、マ○コは自由に使わせてくれるけど、Hの最中にマンガを読みだしたりとなんだか寂しい気持ちに…。そこで、こっそりずっとしてみたかったゴム無し生チ○ポで再び挿入してみたら…!超感じまくりで何度もイッちゃう敏感娘だったのです!（1月8日、Hunter）他出演:紗藤まゆ、紺野ひかる、通野未帆、浜崎真緒
- 地元の同窓会で人妻になった同級生達とすごーくHな王様ゲームをしたら、憧れのあの子のおっぱいとパンティが見放題になって、さらにヤリまくり!! 2（1月22日、SCOOP）共演:武藤つぐみ、桂希ゆに、白岡ゆきほ、七緒ゆづき、早川瑞希
- 私、脅迫されてます。（2月5日、光夜蝶）
- レズビアン店員のいる乳揉みまくりランジェリーショップ（2月7日、ビビアン）共演:澁谷果歩、森はるら
- Rubber Lady ラバーに興奮する女（2月7日、Be Free）
- マグロ男限定!! 最初から最後まで動かなくてもイカせまくってくれる風俗フルコース!! 10発出すまで帰れません!!（2月12日、BAZOOKA）他出演:初美沙希、神ユキ、蓮実クレア
- 女のカラダは腰使いで決まる! 4時間 19（2月12日、BAZOOKA）他出演:松本メイ、北山かんな、倉木志乃、桐原莉那
- 緊縛鬼イカセ（2月12日、REAL）
- 東京路上軟派!! 2 美乳美女編（2月12日、S級素人）他出演:坂口れな、愛咲えな、霧生ゆきな、北条ルルカ、甘良しずく、倉木志乃、葵千恵、あまねめぐり
- 生中出し若妻ナンパ! 15（2月12日、S級素人）他出演:松坂美紀、菜々葉、倉木志乃、芦名月
- 素人ナンパ!! とりあえず素股までが間違えてチ●ポがズボリッ!! Part.6（2月12日、S級素人）他出演:森はるら、菜々葉、倉木志乃、青山未来、高橋みく、芦田知子
- 「中に出して…夫と子供には内緒」 自宅で愚痴聞き屋に中出しセックスをせがむ美人人妻たち 9（2月12日、S級素人）他出演:菜々葉、倉木志乃
- 木南日菜の汗だく、種付け、M女狩りSEX（2月13日、HERO）
- ヤレる人妻回春マッサージ 8 〜中出し交渉盗撮〜（3月1日、変態紳士倶楽部）他出演:吹石れな、吉川あいみ、かすみ果穂 ほか
- 巨乳密着ささやき淫語（3月1日、ワンズファクトリー）
- 何度も射精させちゃうS回春（3月4日、h.m.p）
- 帰宅した俺は、オナニーに夢中になってる娘と目が合うと、気まずいがチ○ポがビンビンになってしまい、それに気づいた娘がエロい目でパンツを脱がした瞬間、近親相姦という背徳感を感じながらお互いにむさぼりあってしまった件（3月4日、NON）他出演:サリー、小高里保、里美まゆ、三宅美香、美咲ゆう
- 仲良し4姉妹と親にはナイショの近親相姦生活 4時間真性中出し SPECIAL（3月13日、MOODYZ）共演:上原亜衣、尾上若葉、なつめ愛莉
- 木南日菜 天然爆乳アイドルが魅せる珠玉の22本番5時間（3月16日、MAXING）※総集編
- 巨乳デリヘル（3月25日、ゲインコーポレーション）
- 素人カップル愛情診断企画 「高級オイルマッサージのモニターをしてみませんか?」とカップルを誘いこみ 男はマジックミラーの向こう側に待機させ、彼氏の目の前で堂々とたっぷり中出し寝取りFUCK!（3月25日、ナンパJAPAN）他出演:竹内真琴、笹本梓、明日美さき
- 可愛い顔して複数プレイと危険日中出しを求める変態妻 2（4月1日、NON）他出演:サリー
- フィットネスジム通いの美人妻ばかりを寝取る悪徳インストラクター盗撮 2（4月1日、変態紳士倶楽部）他出演:和泉潤、吉川あいみ
- 突然できた義理(爆乳)の姉と素股でヌルっと生挿入!! 『ダメダメ!このままじゃ挿っちゃうかも!何かヌルヌルしてきちゃった!』 母親が再婚して突然出来たお姉ちゃんはエロ過ぎる体の持ち主でモロ巨乳のナイスボディ!しかも、毎日、超無防備だからパンチラ&胸チラしまくりでこちとら勃起しまくり!!本当に毎日毎日刺激が強いもんだから、いよいよ我慢できなくなって夜這い遂行!!でも鼻息荒く勢い良く触っていたらバレてしまい怒られるかと思ったら『擦り付けるだけだったらいいよ』という約束で素股状態に!擦っていたらお姉ちゃんのアソコがヌルヌルしてきて気づかぬうちにヌルっと生挿入しちゃいました!これまた怒られるかと思ったらお姉ちゃんは激しく腰を動かしそのまま生SEX生中出しまでしちゃいました!（4月7日、Hunter）他出演:桜ちなみ、水嶋杏樹、逢沢るる、事原みゆ
- 爆乳×爆尻×美女 デカ乳デカ尻の100点満点美ボディを夫以外の他人に汚されることに興奮を覚える変態人妻（4月19日、エマニエル）
- 授業中におもらし。（4月21日、いもうとChannel）
- 新穴場スポット発見!!西●宿発!!企業戦士の憩いの場!! 巨乳限定非ヌキ系超密着洗体エステがオープン!!えっちな事をきたいしながら行ってみたらなんとまさかの姉に遭遇!!普段意識してなかった巨乳な姉の露出が多いきわどい制服で接客された僕は思わずフル勃起!!ムラムラが止まらない姉弟はまさかの近親相姦しまうのか!?（4月22日、SCOOP）他出演:浜崎真緒、八束みこと、小西みか
- ノーパンパンストローション素股コキ（4月22日、REAL）他出演:浜崎真緒、あかね杏珠、河西あみ、藤本紫媛、秋山夏凜、松本メイ、青柳ひなた
- マゾ乳 生中出し（4月25日、ゲインコーポレーション）
- こたつ内はパンツ見放題という新事実!我慢できずマ●コにイタズラしたら、既に火照ってトロトロになっていた（4月25日、かぐや姫）他出演:川菜ひかる、七菜原ココ
- 動画撮影OK!! エリート奴隷専門風俗 『えむっ娘ラボ』 予約が即完売するHカップ中出しOKのイチオシM女『木南日菜』ちゃん 只今出勤中!!!（4月25日、えむっ娘ラボ）
- ナマ姦不倫 15（5月6日、光夜蝶）他出演:斉藤みゆ
- 【速報】少子化対策本部がフリーSEX券を発行（5月25日、かぐや姫）他出演:川菜ひかる、七菜原ココ
- ディルド1本で大妄想 1人で発情する変態人妻淫語オナニー 全員撮り下ろし10人（5月25日、かぐや姫）他出演:若槻みづな、宇野杏奈、水元恵梨香、新崎雛子 ほか
- えろコスハメげっちゅ 〜パパのお願いなんでも聞いてあげる〜 (5月27日、ZIZ)
- 俺の変態オナニーを見た姉が、ドン引きすると思いきや、想像を超えるほど変態なプレイで俺をヒイヒイ言わせてきた姉は、本当にすごい。（6月3日、NON） 他出演:稲村ひかり、八ツ橋さい子、翼みさき、瀬田奏恵、西内るな
- マ○コを広げて、巨根に4時間狂いっぱなしな浮気妻たち (9月2日、光夜蝶) 他出演:星空もあ、美咲ゆう、小高里保、鳴月らん ※総集編
- まるごと木南日菜4時間 (9月2日、アウダーズジャパン) ※単体ベスト
- 秋の夜長に爆乳ざんまい (9月30日、NON) 他出演:斉藤みゆ、三喜本のぞみ、紺野まこ、七草ちとせ、霧島さくら、折原ほのか、桜ちなみ、桜ももい、雪平こよみ ※総集編
- 騎乗位で上半身を動かさずに腰だけをグイングイン振りまくって中出しさせる馬乗り巨乳美女 (12月1日、グローリークエスト) 他出演:桜ちなみ、北川エリカ、若槻みづな、澁谷果歩、松本メイ

### イメージDVD
- ひなの放課後（2014年2月14日、デジプラン）
- Hina Hカップ美少女は成長期!（2015年2月12日、グラッツコーポレーション）
- ヴィーナス・テルメ 〜きなみんと混浴温泉旅行!!〜（2015年4月28日、オルスタックソフト販売）
- 木南日菜はオレのカノジョ。（2015年10月25日、GARDEN）

### Vシネマ
- ブライド（2015年4月3日、グラッソ）

### 電子書籍
- Hカップ巨乳美少女 木南日菜（2015年2月13日）
- COSPLAY GIRLS 木南日菜（2015年2月13日）
- 木南日菜写真集「優しい光が差し込むこの部屋で無邪気な笑顔の君に出逢った僕は、どうすれば君に近づけるんだろうと本気で考えていた…」（2015年3月13日）
- 木南日菜ヌード写真集「はじまりの予感。恥じらいの中で…」（2015年3月30日）
- Gカップグラマラスヌード 木南日菜（2015年5月22日）

## 出演

### テレビ番組
- ヨソで言わんとい亭〜ココだけの話が聞ける（秘）料亭〜（2015年1月22日、テレビ東京）
- 魚拓と成瀬のツキとスッポンぽん #83,#84（2016年4月3日,10日、パチ・スロ サイトセブンTV）

### Web配信
- 女子高生画像☆LOVEPOP☆
- トイズハートプレゼンツBUBKA「きのう誰食べた」（2015年05月07日ゲスト出演、ニコニコ生放送）[3]